# Arthur von Dietlein

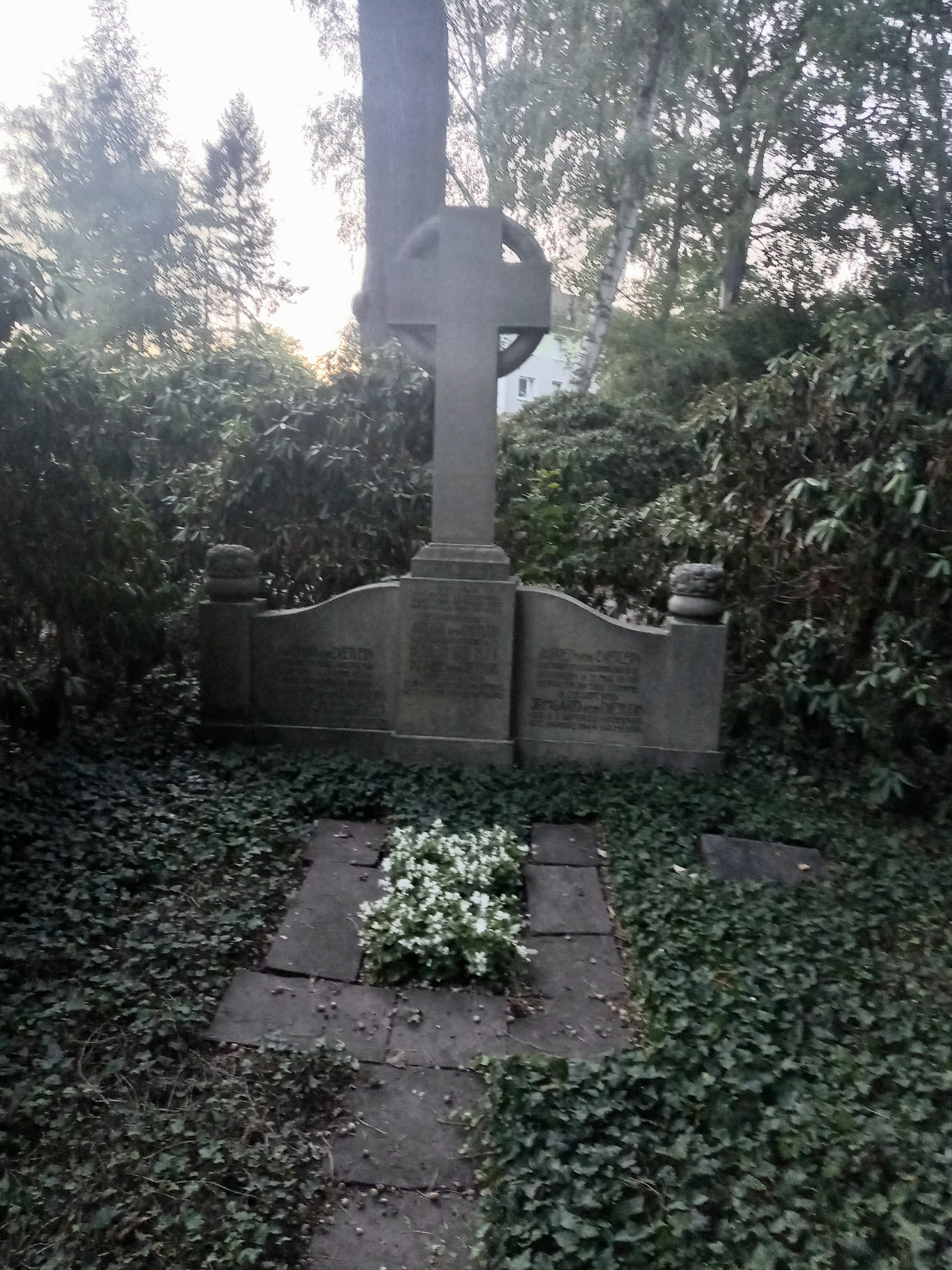
Familiengrab von Arthur von Dietlein und seiner Ehefrau Alwine geborene Stülcken im Familiengrab auf dem Stadtfriedhof Stöcken in Hannover.

Arthur Dietlein, seit 1906 von Dietlein (* 25. September 1852 in Ohlau; † 16. Oktober 1917 in Hannover) war ein preußischer Generalleutnant und Kommandeur der 19. Division.

## Leben

### Herkunft
Arthur war der Sohn des preußischen Oberregierungsrates Heinrich Wilhelm Dietlein (1818–1894) und dessen Ehefrau Eleonore, geborene Steinmann (1832–1893).

### Militärkarriere
Nach seiner Erziehung im elterlichen Hause sowie dem Besuch der Gymnasien in Breslau und Stralsund trat Dietlein zu Beginn des Krieges gegen Frankreich am 14. August 1870 als Dreijährig-Freiwilliger in das 5. Pommersche Infanterie-Regiment Nr. 42 der Preußischen Armee ein. Er nahm an den Belagerungen von Metz und Paris, den Kämpfen bei Champigny, Gray, Pesmes, Dole, Parcey, Mouchard, Salins und Pontarlier sowie der Besetzung des Départements Jura teil. Nach dem Friedensschluss avancierte er Anfang Juni 1871 zum Sekondeleutnant in der 2. Kompanie des zwischenzeitlich in Metz stationierten Regiments. Von Juni bis November 1874 war Dietlein zu Rekognoszierungsarbeiten in Elsaß-Lothringen kommandiert. Zur weiteren Ausbildung absolvierte er von Oktober 1877 bis Juli 1881 die Kriegsakademie, stieg im März 1881 zum Premierleutnant und ein Jahr später zum Regimentsadjutanten auf. Im Februar/März wurde Dietlein zur Erlernung der Festungstelegraphie zum Gouvernement Metz sowie im Sommer 1884 zur Generalstabsübungsreise des XV. Armee-Korps kommandiert. Unter Stellung à la suite seines Regiments erfolgte am 11. März 1886 seine Kommandierung als Adjutant zum Gouvernement Straßburg. Mit der Beförderung zum Hauptmann wurde Dietlein unter Belassung in seiner Stellung Mitte September 1886 in das Schlesische Füsilier-Regiment Nr. 38 versetzt. Mit der Entbindung von seinem Kommando erfolgte am 8. März 1887 die Versetzung als Kompaniechef in das 1. Rheinische Infanterie-Regiment Nr. 25 nach Straßburg. Daran schloss sich in gleicher Eigenschaft am 16. Mai 1891 eine Verwendung im Infanterie-Regiment „von Manstein“ (Schleswigsches) Nr. 84 in Schleswig an. Er stieg im Juni 1893 zum überzähligen Major auf, wurde am 16. Juli 1894 dem Füsilier-Regiment „Königin“ (Schleswig-Holsteinisches) Nr. 86 aggregiert und mit der Ernennung zum Kommandeur des III. Bataillons in Sonderburg in das Regiment einrangiert. Nachdem Dietlein im Sommer 1899 an der Generalstabsübungsreise des IX. Armee-Korps teilgenommen hatte, wurde er Mitte Oktober 1899 zum Stab des 1. Nassauischen Infanterie-Regiments Nr. 87 nach Mainz versetzt und am 27. Oktober 1900 zum Oberstleutnant befördert. Am 18. Dezember 1901 beauftragte man ihn zunächst mit der Führung des 4. Großherzoglich Hessischen Infanterie-Regiments (Prinz Carl) Nr. 118 in Worms und ernannte ihn am 22. April 1902 als Oberst zum Regimentskommandeur. Mit der erneuten Versetzung nach Mainz wurde Dietlein am 20. März 1906 mit der Führung der übergeordneten 50. Infanterie-Brigade (2. Großherzoglich Hessische) beauftragt und am 10. April 1906 zum Kommandeur dieses Großverbandes ernannt.
In Würdigung seiner Verdienste erhob ihn Kaiser Wilhelm II. am 2. August 1906 in den erblichen preußischen Adelsstand und Großherzog Ernst Ludwig würdigte Dietlein am 12. September 1908 durch die Verleihung des Komturkreuzes I. Klasse des Verdienstordens Philipps des Großmütigen. Am 17. Dezember 1908 wurde er mit der Führung der in Hannover stationierten 19. Division beauftragt und am 20. April 1909 mit der Beförderung zum Generalleutnant zum Kommandeur dieser Division ernannt. In Genehmigung seines Abschiedsgesuches wurde Dietlein am 5. Januar 1911 unter Verleihung der II. Klasse mit Stern des Roten Adlerordens mit Eichenlaub mit der gesetzlichen Pension zur Disposition gestellt.

### Familie
Dietlein hatte sich am 23. Juni 1887 in Hamburg mit Alwine Stülcken (1863–1918) verheiratet. Aus der Ehe gingen folgende Kinder hervor:
- Heinrich (1888–1963), preußischer Rittmeister im Magdeburgischen Dragoner-Regiment Nr. 6 sowie von 1925 bis 1963 Chef und Eigentümer der Hamburger Stülcken-Werft
- Wilhelm (* 1889), preußischer Rittmeister im Magdeburgischen Dragoner-Regiment Nr. 6
- Artur (1895–1918), gefallen als preußischer Leutnant im Magdeburgischen Dragoner-Regiment Nr. 6[3]
- Alfred (1896–1916), gefallen als preußischer Leutnant im Magdeburgischen Dragoner-Regiment Nr. 6
- Anna (* 1898)
- Kurt (* 1903), nach dem Tod seines Bruders Heinrich Chef und Eigentümer der Stülcken-Werft

Sein Schwager war der Genfer Mediziner und Politiker Alfred Vincent.